# Peter Taylor (fotbollsspelare född 1928)
Peter Thomas Taylor, född  28 juli 1928, död 10 april 1990, var en engelsk fotbollsmålvakt och tränare. Taylor är framförallt känd för det framgångsrika samarbetet med Brian Clough i flera engelska klubbar. 
Taylor spelade i Nottingham Forest och Coventry City innan han kom till Middlesbrough där han var förstemålvakt under sex år. Han började som tränare i Burton Albion FC innan han blev assistent till Brian Clough i Hartlepool United, Derby County och Brighton & Hove Albion. 1974-1976 var han själv tränare för Brighton innan han återigen blev assisterande till Clough, nu i Nottingham Forest fram till 1982. Taylor och Clough ledde bland annat Derby till klubbens första ligaseger 1972 och Nottingham till dess dito 1978 samt två raka segrar i Europacupen för mästarlag 1979-1980.